# Dryadaula multifurcata
Dryadaula multifurcata är en fjärilsart som beskrevs av Reinhardt Gaedike 2000. Dryadaula multifurcata ingår i släktet Dryadaula och familjen äkta malar. Inga underarter finns listade i Catalogue of Life.